# ای‌جت

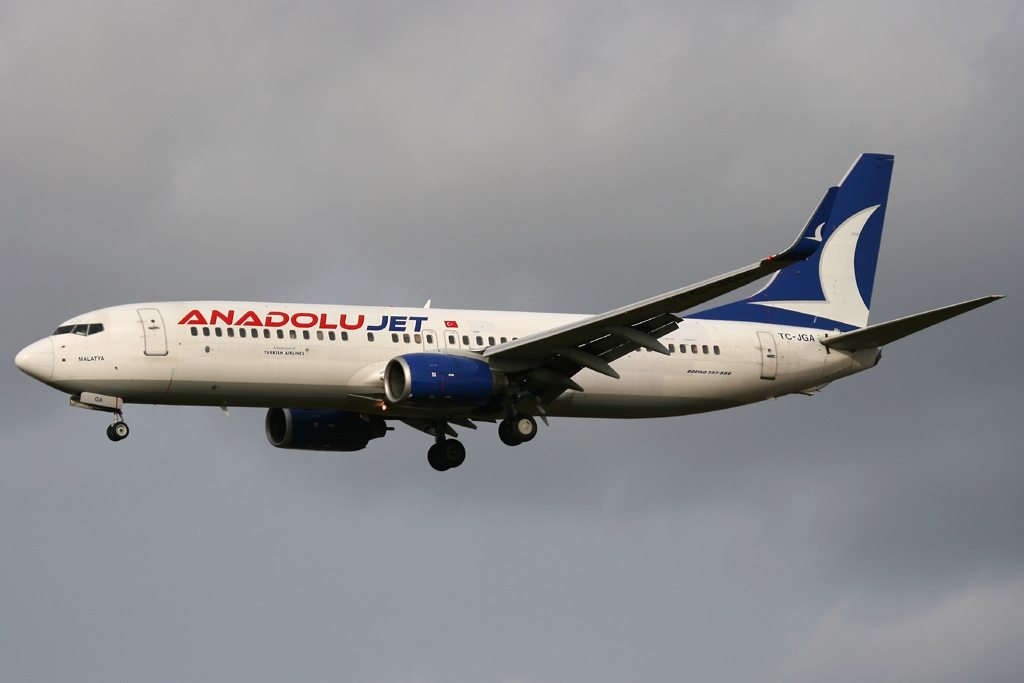
هواپیمای آنادولوجت

ای‌جت (به انگلیسی: AJet) با نام قدیمی آنادولوجت (به انگلیسی: AnadoluJet)  یک شرکت هواپیمایی ارزان‌قیمت محلی با کد یاتا VF زیر مجموعه مستقل ترکیش ایرلاینز است. این شرکت علاوه بر پروازهای محلی، پروازهای بین‌الملی به قبرس شمالی، غرب اروپا و غرب آسیا انجام می‌دهد. مقر اصلی پروازی این شرکت فرودگاه بین‌المللی صبیحه گوکچن است. این شرکت هواپیمایی به بیش از ۲۰ مقصد، پرواز مستقیم انجام می‌دهد و ناوگان آن دارای ۸۷ هواپیمای در کار است.

## ناوگان
ناوگان مسافربری ای‌جت (همگی هواپیمای باریک‌پیکر) به شرح جدول زیرند:
| هواپیما                 | در کار | سفارش | ظرفیت  | ظرفیت   | ظرفیت | یادداشت                       |
| هواپیما                 | در کار | سفارش | بیزینس | اکونومی | مجموع | یادداشت                       |
| ----------------------- | ------ | ----- | ------ | ------- | ----- | ----------------------------- |
| خانواده ایرباس ای۳۲۰نئو | ۱۳     | —     | —      | ۱۸۶     | ۱۸۶   | در اصل سفارش اس۷ ایرلاینز.    |
| ایرباس ای۳۲۱ - ۲۰۰      | ۸      | —     | —      | ۲۲۰     | ۲۲۰   | اجاره از اسمارت‌لینکس ایرلاینز |
| ایرباس ای۳۲۱نئو         | ۱۴     | —     | ۸      | ۲۰۳     | ۲۱۱   | در اصل سفارش اس۷ ایرلاینز.    |
| ایرباس ای۳۲۱نئو         | ۱۴     | —     | —      | ۲۴۰     | ۲۴۰   |                               |
| بوئینگ ۷۳۷ - ۸۰۰        | ۴۵     | —     | —      | ۱۸۶     | ۱۸۶   | انتقال از ترکیش ایرلاینز.     |
| بوئینگ ۷۳۷ - ۸۰۰        | ۴۵     | —     | —      | ۱۸۹     | ۱۸۹   | انتقال از ترکیش ایرلاینز.     |
| بوئینگ ۷۳۷ مکس ۸        | ۷      | —     | ۸      | ۱۶۸     | ۱۷۶   | در اصل سفارش اس۷ ایرلاینز .   |
| بوئینگ ۷۳۷ مکس ۸        | ۷      | —     | —      | ۱۸۹     | ۱۸۹   |                               |
| مجموع                   | ۸۷     | —     |        |         |       |                               |